# Coalition pour un gouvernement proeuropéen
La Coalition pour un gouvernement pro-européen (en roumain : Coaliția pentru Guvernare Pro-Europeană, CGPE) est une coalition gouvernementale moldave formée le 30 mai 2013 et dissoute le 23 janvier 2015.

## Histoire

### La motion de censure contre Vlad Filat
Le 13 février 2013, le Premier ministre libéral-démocrate Vlad Filat annonce la rupture de l'Alliance pour l'intégration européenne (AIE) au pouvoir depuis 2009, composée du Parti libéral-démocrate de Moldavie (PLDM), du Parti démocrate de Moldavie (PDM) et du Parti libéral (PL). En conséquence le 5 mars, le PDM vote en faveur de la motion de censure proposée par le Parti des communistes de la République de Moldavie (PCRM) tandis que le PL ne prend pas part au vote.
Alors que le président de la République Nicolae Timofti cherche un Premier ministre par intérim, le Parti libéral annonce son passage dans l'opposition, signant la mort définitive de l'AIE.

### La nomination de Iurie Leancă
La Cour constitutionnelle lui ayant interdit de choisir Filat, le chef de l'État désigne le 25 avril le ministre des Affaires étrangères Iurie Leancă. Le 8 mai, le président du groupe parlementaire du PL Ion Hadârcă forme avec six autres députés le Conseil des réformateurs du Parti libéral (CRPL), qui conteste la ligne de rupture du parti. Leancă est officiellement nommé formateur le 15 mai.
Le 30 mai, Filat, président du PLDM, Marian Lupu, président du PDM, et Hadârcă signent un accord de coalition et forment la « Coalition pour un gouvernement pro-européen », qui compte 53 députés sur 101. Le député démocrate Igor Corman devient le nouveau président du Parlement, un mois après l'éviction de Lupu, puis le gouvernement Leancă reçoit l'investiture parlementaire. Le CRPL se transforme en parti le 1er août 2013, sous le nom de Parti libéral-réformateur (PLR).
Après les élections législatives du 30 novembre 2014, le PLR est exclu du Parlement tandis que les négociations entre le PLDM, le PDM et le PL échouent rapidement. Finalement, le Parti libéral-démocrate et le Parti démocrate s'accordent le 23 janvier 2015 pour former l'Alliance politique pour la Moldavie européenne (APME).

## Membres

### Partis
| Parti | Parti                                                                            | Idéologie                                                      | Président   | Députés | Ministres |
| ----- | -------------------------------------------------------------------------------- | -------------------------------------------------------------- | ----------- | ------- | --------- |
|       | Parti libéral-démocrate de Moldavie (PLDM) Partidul Liberal Democrat din Moldova | Centre droit Libéralisme, conservatisme, démocratie chrétienne | Vlad Filat  | 31 / 53 | 8 / 20    |
|       | Parti démocrate de Moldavie (PDM) Partidul Democrat din Moldova                  | Centre gauche Social-démocratie, troisième voie                | Marian Lupu | 15 / 53 | 6 / 20    |
|       | Parti libéral-réformateur (PLR) Partidul Liberal Reformator                      | Centre droit Conservatisme libéral                             | Ion Hadârcă | 7 / 53  | 3 / 20    |